# Two Colours EP
Albums de Feeder
Swim
(1996)
Two Colours EP est le premier EP de Feeder et est le premier mini-album du groupe vendu sous le label Echo. Le disque a été tiré à 1 500 exemplaires ce qui explique qu'il soit difficile à trouver de nos jours. Il s'est tout de même classé 178e dans les charts au Royaume-Uni. 
 Le titre Two Colours vient du fait que l'impression de la pochette ne permettait que deux couleurs différentes. 
La chanson Chicken On a Bone est présente dans la réédition de Swim, datant de 2001.

## Liste des chansons
1. Chicken On a Bone – 3:28
2. Pictures of Pain - 3:40